# Municipio de Forde
El municipio de Forde (en inglés: Forde Township) es un municipio ubicado en el condado de Nelson en el estado estadounidense de Dakota del Norte. En el año 2010 tenía una población de 34 habitantes y una densidad poblacional de 0,36 personas por km².

## Geografía
El municipio de Forde se encuentra ubicado en las coordenadas 47°43′23″N 98°28′8″O / 47.72306, -98.46889. Según la Oficina del Censo de los Estados Unidos, el municipio tiene una superficie total de 93.2 km², de la cual 91,56 km² corresponden a tierra firme y (1,76 %) 1,64 km² es agua.

## Demografía
Según el censo de 2010, había 34 personas residiendo en el municipio de Forde. La densidad de población era de 0,36 hab./km². De los 34 habitantes, el municipio de Forde estaba compuesto por el 100 % blancos. Del total de la población el 0 % eran hispanos o latinos de cualquier raza.